# リトル・スパルタ

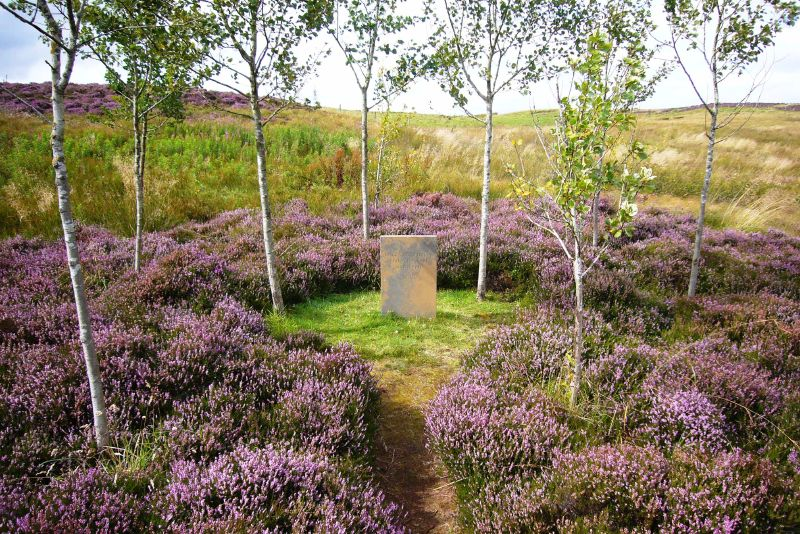
リトルスパルタの「Lochan Eckの木立」

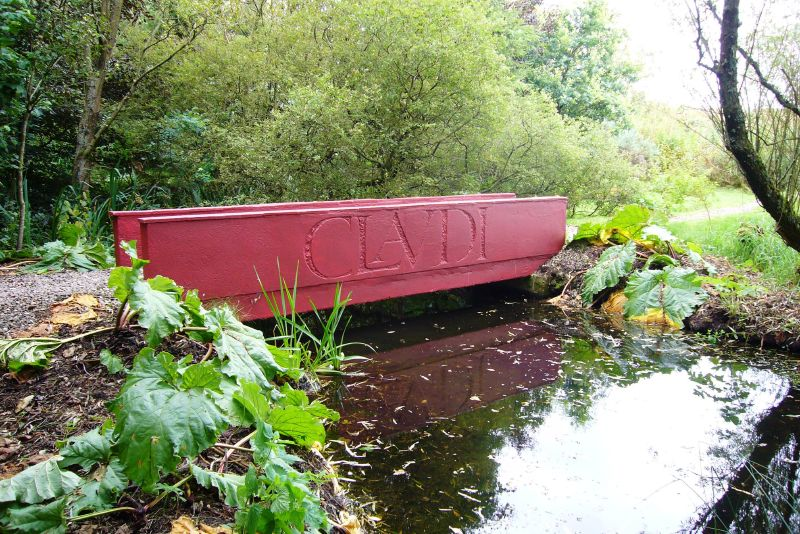
彫刻庭園の「クラウディ」橋

リトル・スパルタ(Little Sparta)は、スコットランドのエジンバラ近郊にあるペントランドヒルズの Dunsyreにある、芸術家であり詩人のイアン・ハミルトン・フィンレイ (Ian Hamilton Finlay) と彼の妻スー・フィンレイ(Sue Finlay)によって作られた庭園。 
5-エーカー (2.0 ha) ほどのアルカディアの庭は具体的な詩と彫刻という形によって、彫刻や2つのテンプルと共に論争や哲学的な格言も展示し全体を多数の職人や女性らがコラボレーション、芸術家による275以上の作品もみられる。 

## 歴史
庭園は当初1966年に制作され、元々はストニパスと呼ばれていたが、フィンレイは1983年にエジンバラのニックネームである「北のアテネ」に呼応して「リトルスパルタ」という名前を選び、これは古代ギリシャの都市アテネとスパルタの間の歴史的な対立を表していた。ガーデン・テンプルの格付けに関しフィンレイがそう称していたように、Little Spartaは数多くの論争すなわち「戦争」を乗り越えた。   フィンレイは2006年になくなる直前までそこに住んでいた。
もともと羊飼いで農家、 かつ詩人であったイアン·ハミルトン·フィンレイは、1966年スコットランドのストーニーパスへ移り住むようになってから、独学で自宅周辺の荒涼とした土地に彼の哲学を反映させた庭 「リトル・スパルタ」をつくり始めた。彼は植物に対し独特の接し方をする。 古典的な庭園の歴史を腎見しながら、 自身の庭園内へ詩や記号を刻み込んだ石碑·彫刻を散在させ、これらの人工物と植物を一纏まりとして観賞させることで、文化的かつ批評的なメッセージを読み取らせるよう努める。このようにして企図されたエレメント群は、 全体が「調和」的に了解されるよう慎重に計画された。庭全体のモチーフとなっているのは新古典主義庭園における理念のほか、フランス革命の理念に付随するデモクラシーへの志向等といった、「革命」に関するものが挙げられる。つまり彼はあらゆる制度·文化·道徳クリシェに対し過激なまでに挑発するエンブレムを庭園へ込める。このようにして彼は、異議申し立てを果敢に反復する、戦う造園家として、辺境の地でただ独り孤独に、勝利を確認するまで規範としての庭をつくり続けた。

## コンセプト

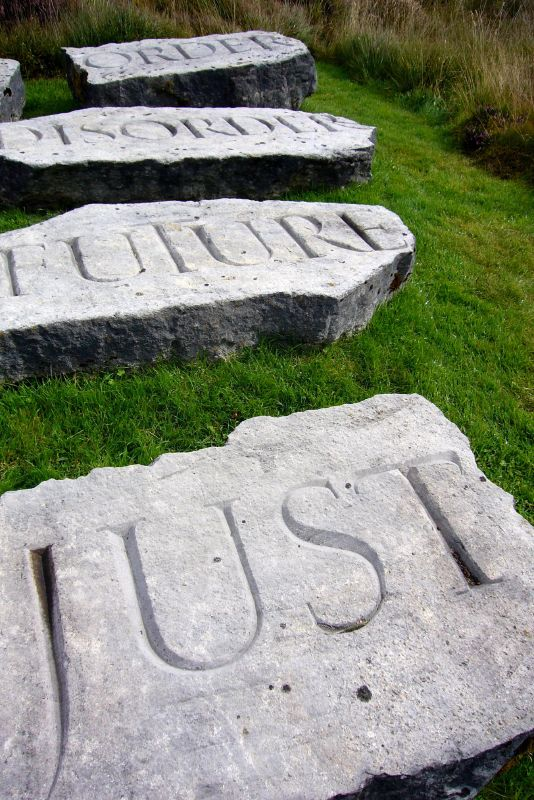
「現在の秩序は未来の混乱である（St Just）」

Little Spartaで確立した重要な概念は、「地域」内に位置する「庭の詩」の概念というもので、フィンレイは庭の詩とその周囲の関係を定義。｢私の理解するところでは、この作品は全体の構成、つまりその文脈におけるアーティファクト、作品は孤立したものではなく、花、植物、木、水などを含んだものです。」 

## 保護
現在、庭園はLittle Sparta Trustが所有しているが、Little Sparta Trustは、継続的に維持できるだけの十分な資金を調達することで、将来まで庭園保護を遂行する予定である。評議員には、ジャーナリストのマグナス・リンクレイターとギャラリーオーナーのビクトリア・ミロが名を連ねる  。庭園は限られた範囲であるが一般に開放されている。 

## レセプション
2004年12月、スコットランド・オン・サンデーで行われた50人ほどのスコットランドの芸術家、ギャラリーディレクターや芸術専門家らは、リトルスパルタを「スコットランドの芸術で最も重要な作品」に投票。 美術史家Sir Roy StrongはLittle Spartaについて、「1945年以降でこの国で作られた唯一本物の庭園」と述べている。  ガーディアン誌で執筆をしているジェームズ・キャンベルは、庭を「20世紀芸術の驚異の1つ」として説明し、そしてハミルトン・フィンレイの「前衛的な庭師」という紹介にも同意している。 